# Jozef Škultéty
Jozef Škultéty (Dobrapatak, 1853. november 25. – Turócszentmárton, 1948. január 19.) történész, nyelvész, fordító, irodalomkritikus, újságíró.

## Élete
1853. november 25-én született Dobrapatakon, egy kézműves családban. 1863–1867 között a rimaszombati gimnáziumban, 1867-1869 között a nagyrőcei szlovák gimnáziumban tanult. 1869-1871 között tanítói képesítésén dolgozott, 1872-ben a znióváraljai tanárképzőben szerzett tanári diplomát. 1874-1876 között Budapesten tanult pedagógiát, ill. nyelvészetet és történelmet is hallgatott.
1871-1872-ben Szucsányban, 1873-ban Ruttkán tanított. 1877-1879 között a rimaszombati tanfelügyelőségnél dolgozott. 1879-1881 között a turócszentmártoni Slávia banknál helyezkedett el. 1881-ben a Slovenské pohľady-t szerkesztette. 1885-ben Oroszországban volt. 1890-1916 között ismét a Slovenské pohľady szerkesztője, illetve kiadója. 1908-1909-ben a Muzeálna slovenská spoločnosť évkönyvének szerkesztője, melynek 1908-1938 között alelnöke is volt. 1921-ben kisdoktori fokozatot szerzett a prágai Károly Egyetemen. 1921-1923 között a Comenius Egyetem oktatója. 1932-1934 között a Matica slovenská évkönyvének szerkesztője.
1938–1948 között a Muzeálna slovenská spoločnosť elnöke volt.

## Művei
- 1902 Cudzie slová v slovenčine
- 1911 A tót irodalom története
- 1920 Stodvadsaťpäť rokov zo slovenského života
- 1925 Leng a zászló!
- 1928 Nehaňte ľud môj!
- 1928 O Slovákoch
- 1929 O bývalom Uhorsku
- 1931 Ešte raz o bývalom Hornom Uhorsku

## Magyarul
- Maďarsko-nemecko-slovenský železničný slovník, 1-8.; összeáll. Ivan Viest, közrem. Jozef Škultéty, Hlavaty István; Autor, Turčiansky Sv. Martin, 1919-1922
- A volt Felső-Magyarországról. Válaszul Iványi Béla ʺPro Hungaria Superiore Felsőmagyarországértʺ c. könyvére; Kníhtlačiarsky účast. spolok, Turócszentmárton, 1929
- Új magyar-szlovák szótár. 2. r. Orbán, Mendreszóra; rev. Škultéty József; 2. jav. kiad.; Wigand, Bratislava, 193?
- Még egyszer a volt Felső-Magyarországról. Válaszul Iványi Béla "Felső-Magyarországról" című füzetére; Turóc-szent-márton Kny., Turčiansky Sv. Martin, 1931